# Велика Калинівка
Вели́ка Кали́нівка — село в Україні, у Хмельницькій міській громаді Хмельницького району Хмельницької області. Населення становить 393 особи. В селі бере початок річка Безіменна.

## Населення

### Мова
Розподіл населення за рідною мовою за даними перепису 2001 року:
| Мова       | Кількість | Відсоток |
| ---------- | --------- | -------- |
| українська | 384       | 97.71%   |
| російська  | 8         | 2.04%    |
| румунська  | 1         | 0.25%    |
| Усього     | 393       | 100%     |

## Галерея

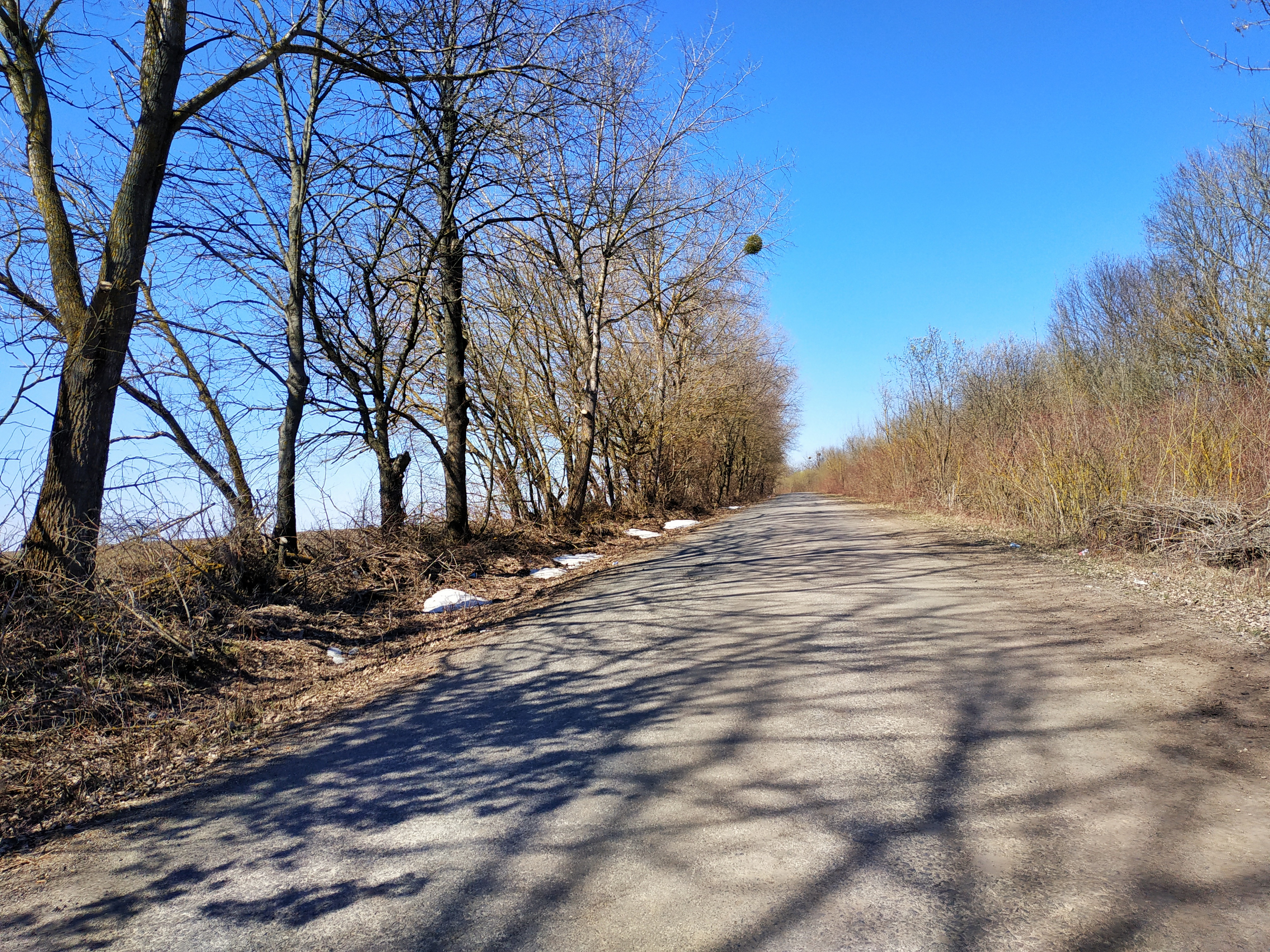
Дорога на село
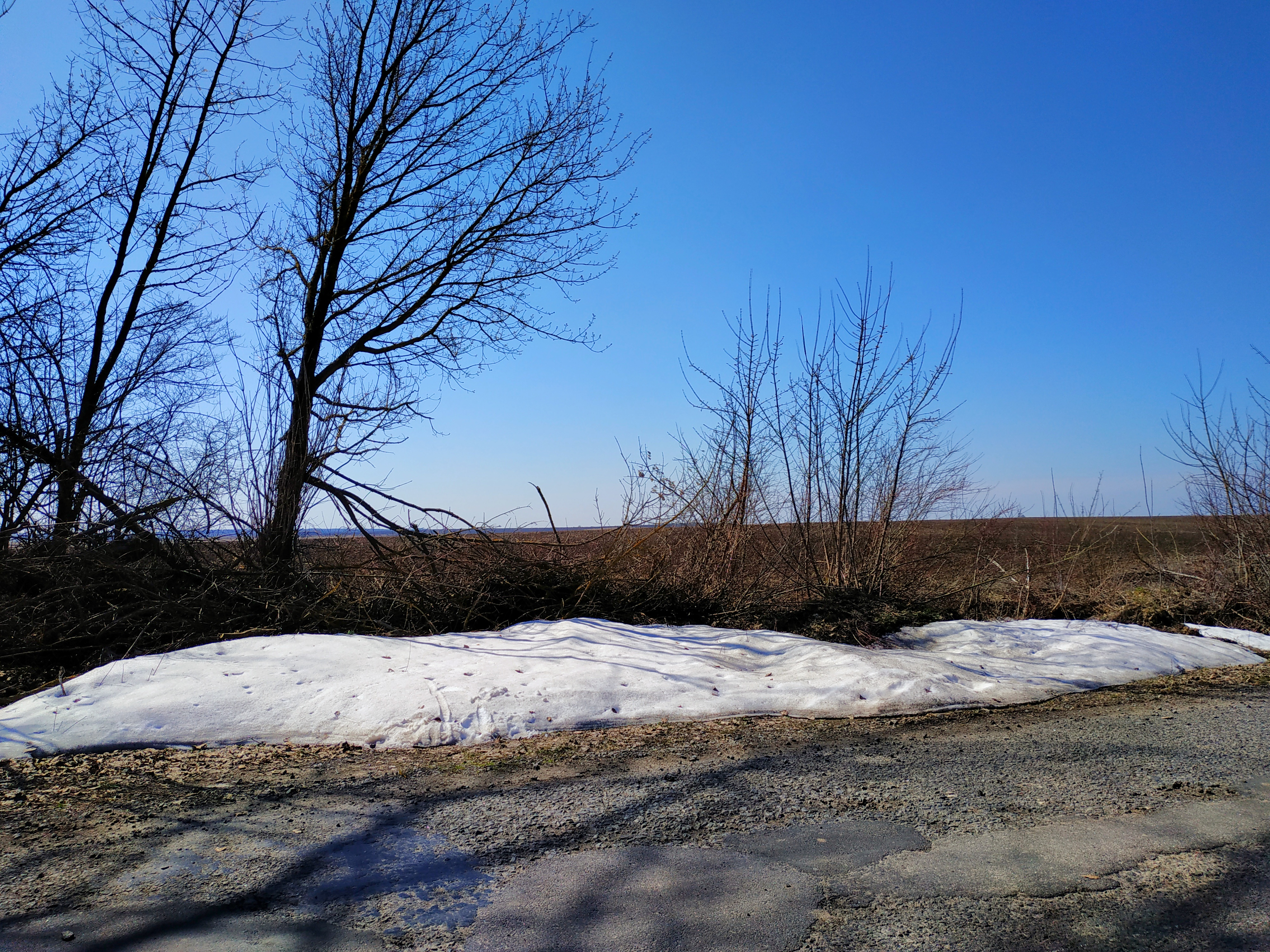
Околиці села на початку квітня
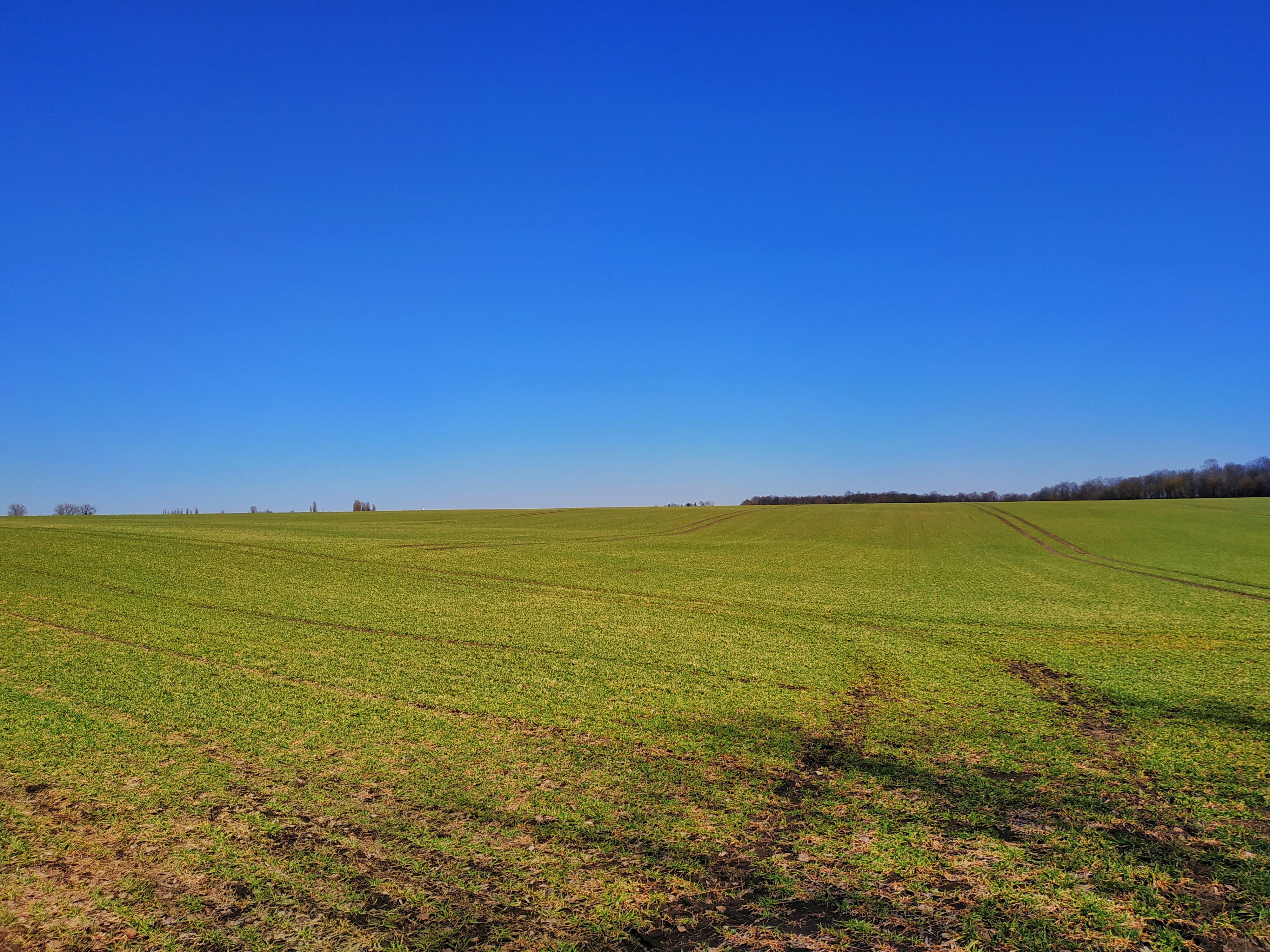
Пшеничне поле біля села
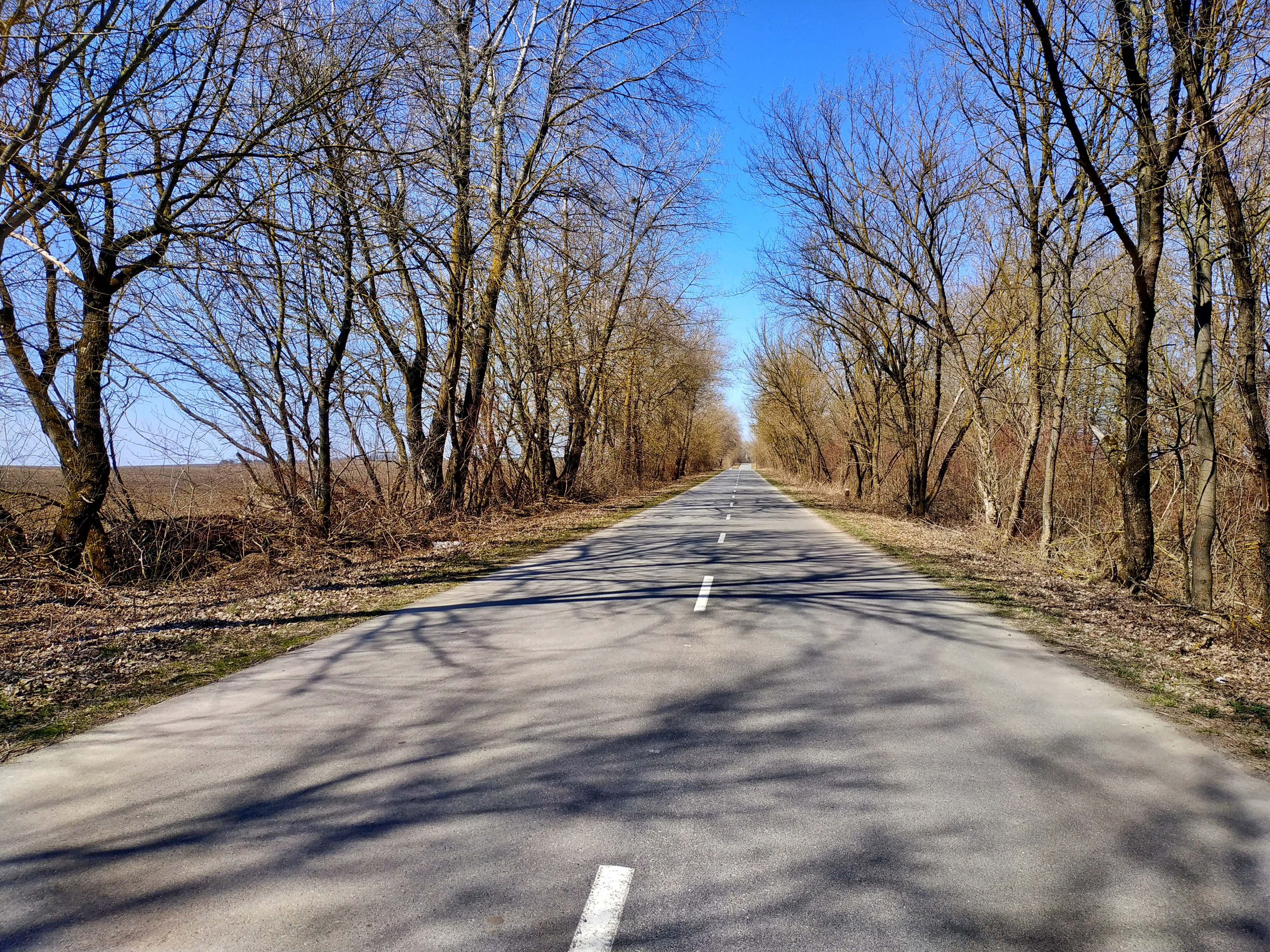
Відремонтована дорога в село
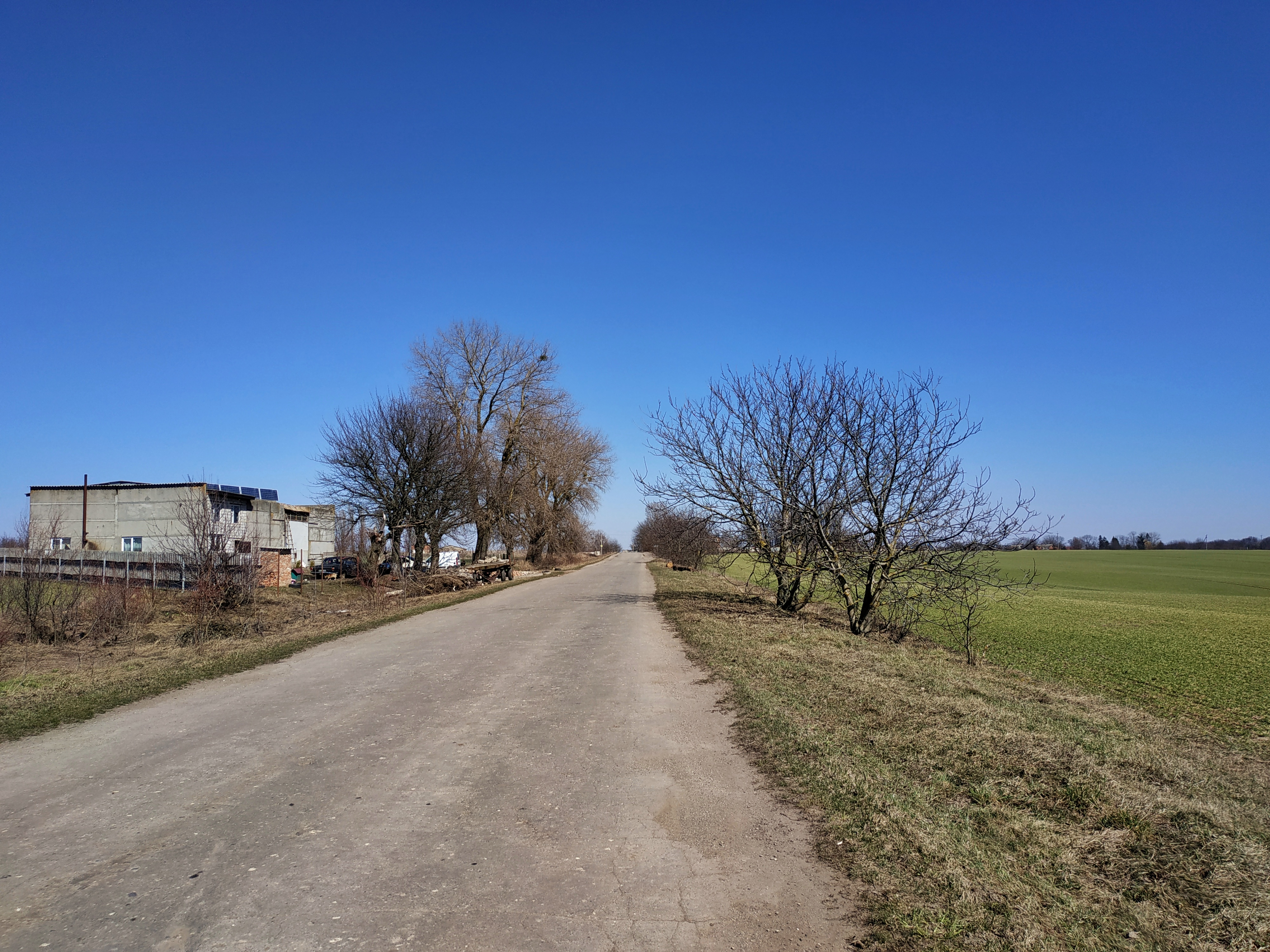
Дорога на село
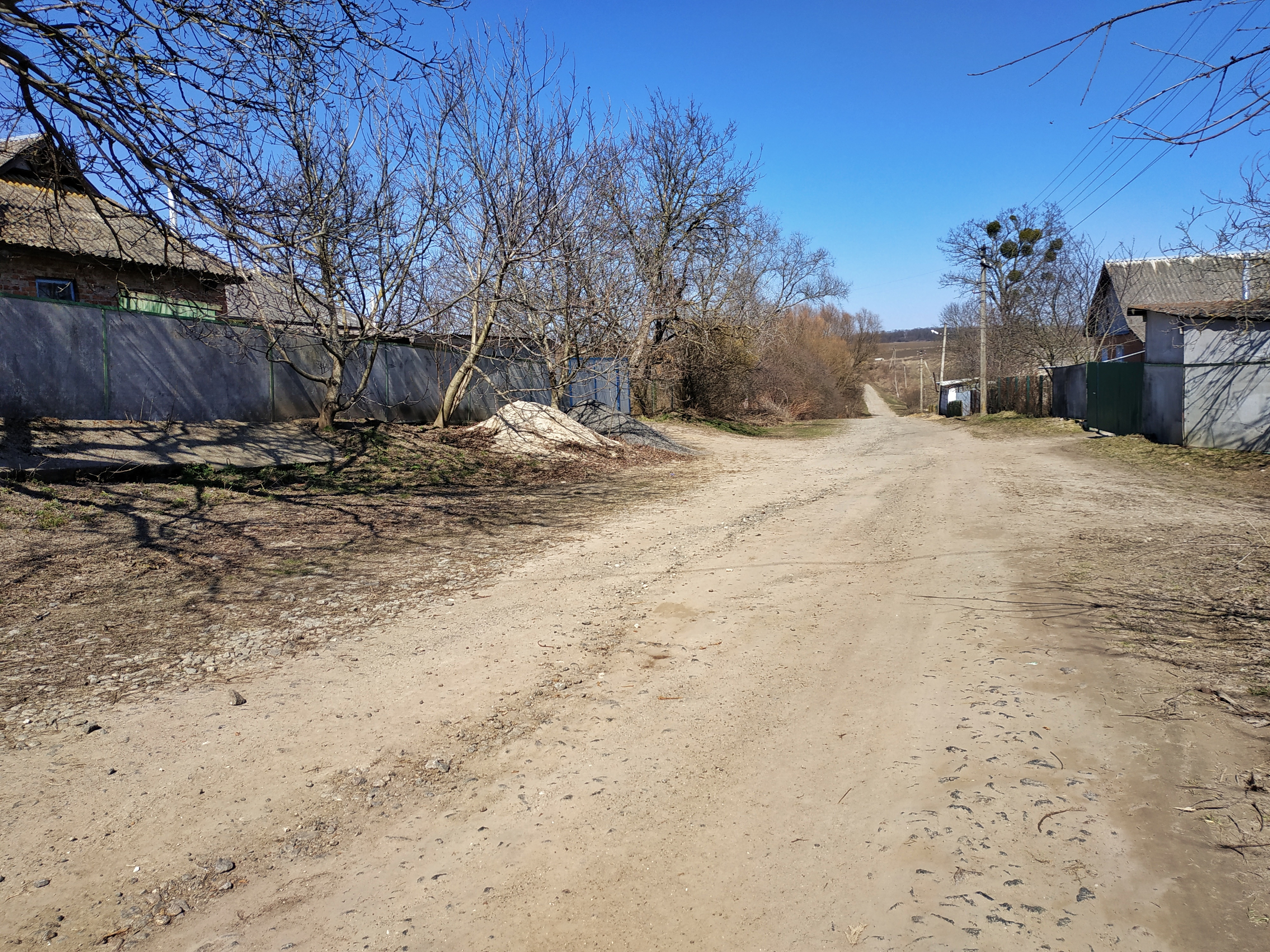
Сільська вулиця
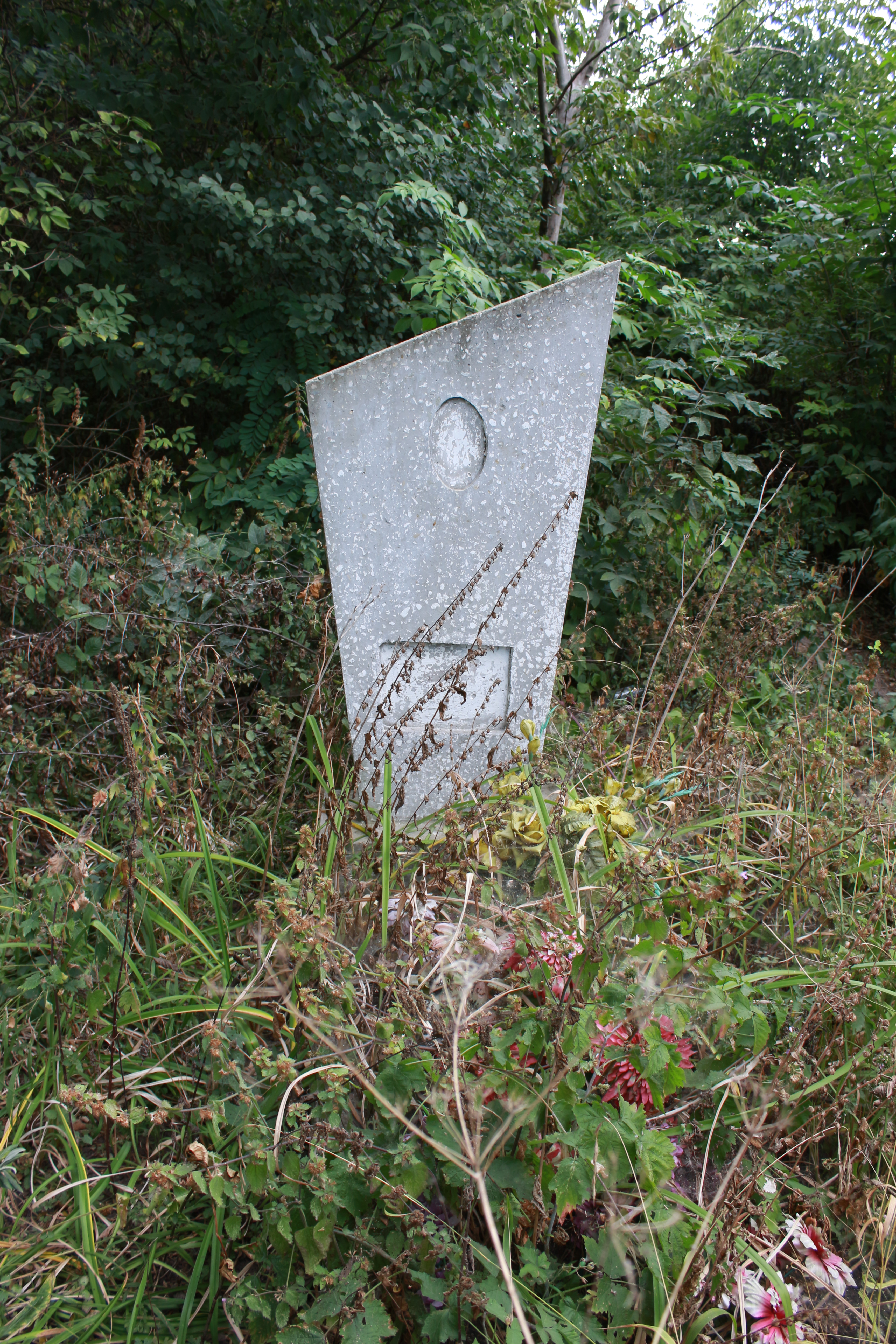
Могила радянського воїна на сільському цвинтарі
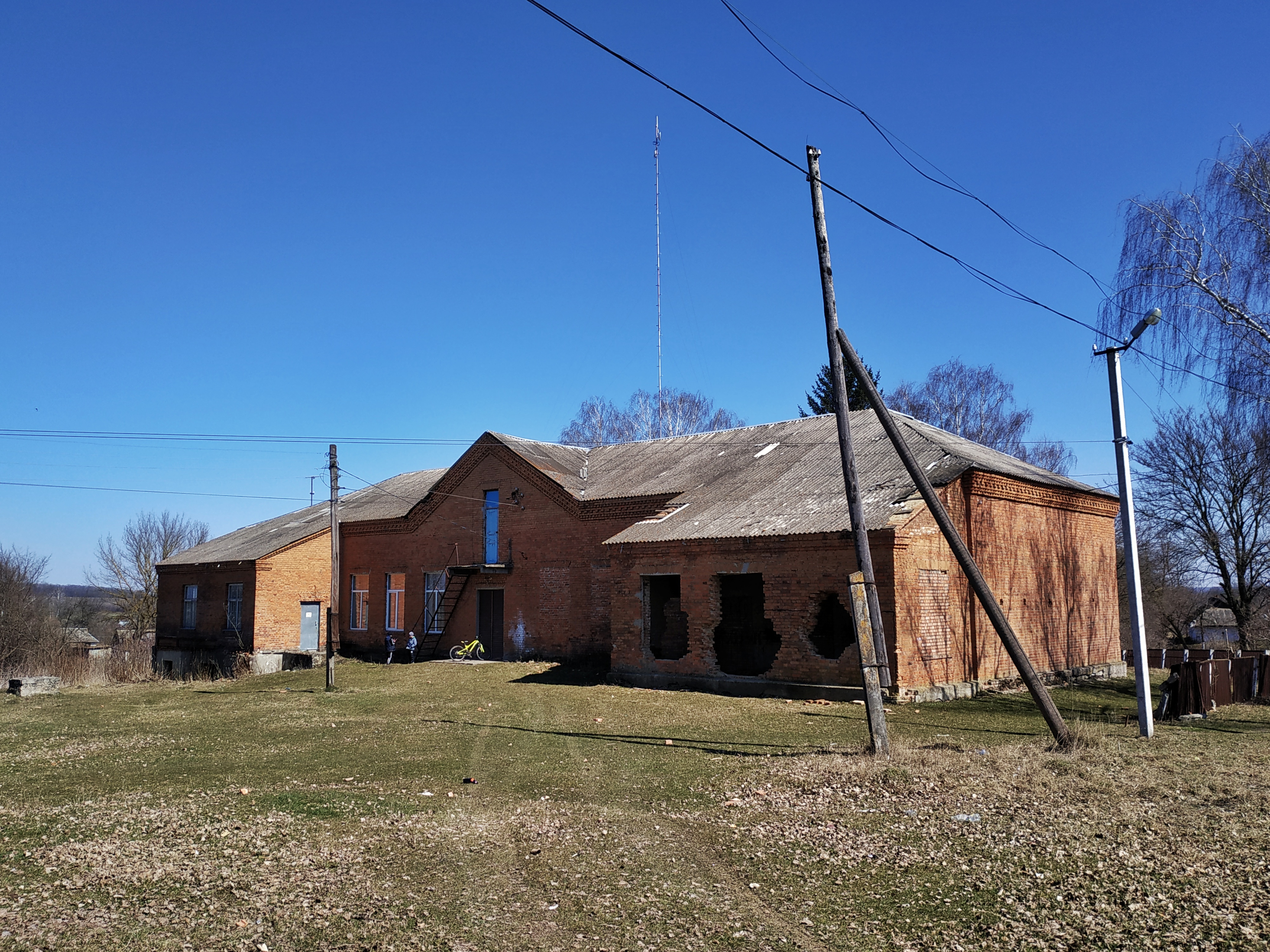
Клуб
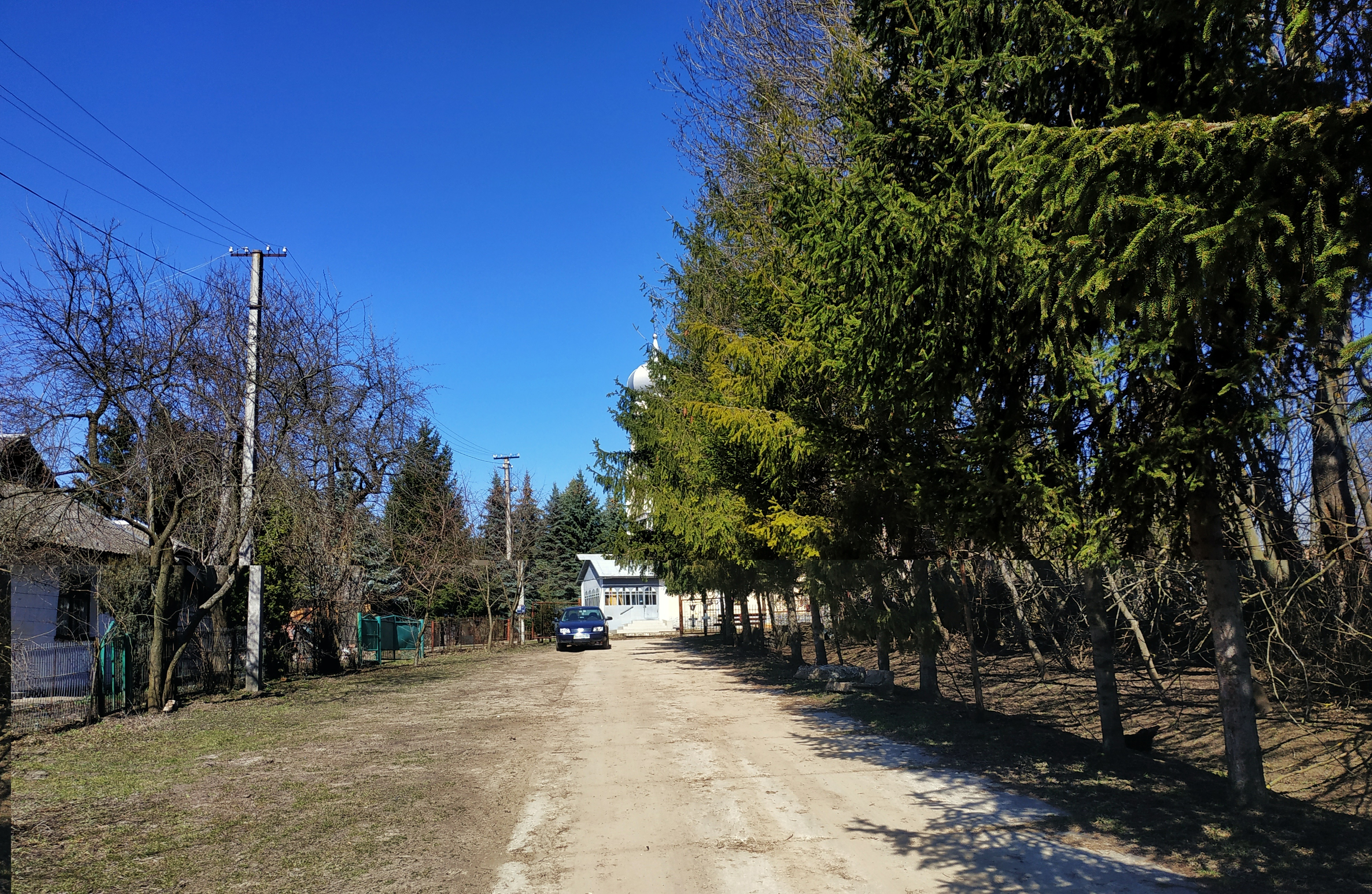
Вулиця в бік монастиря
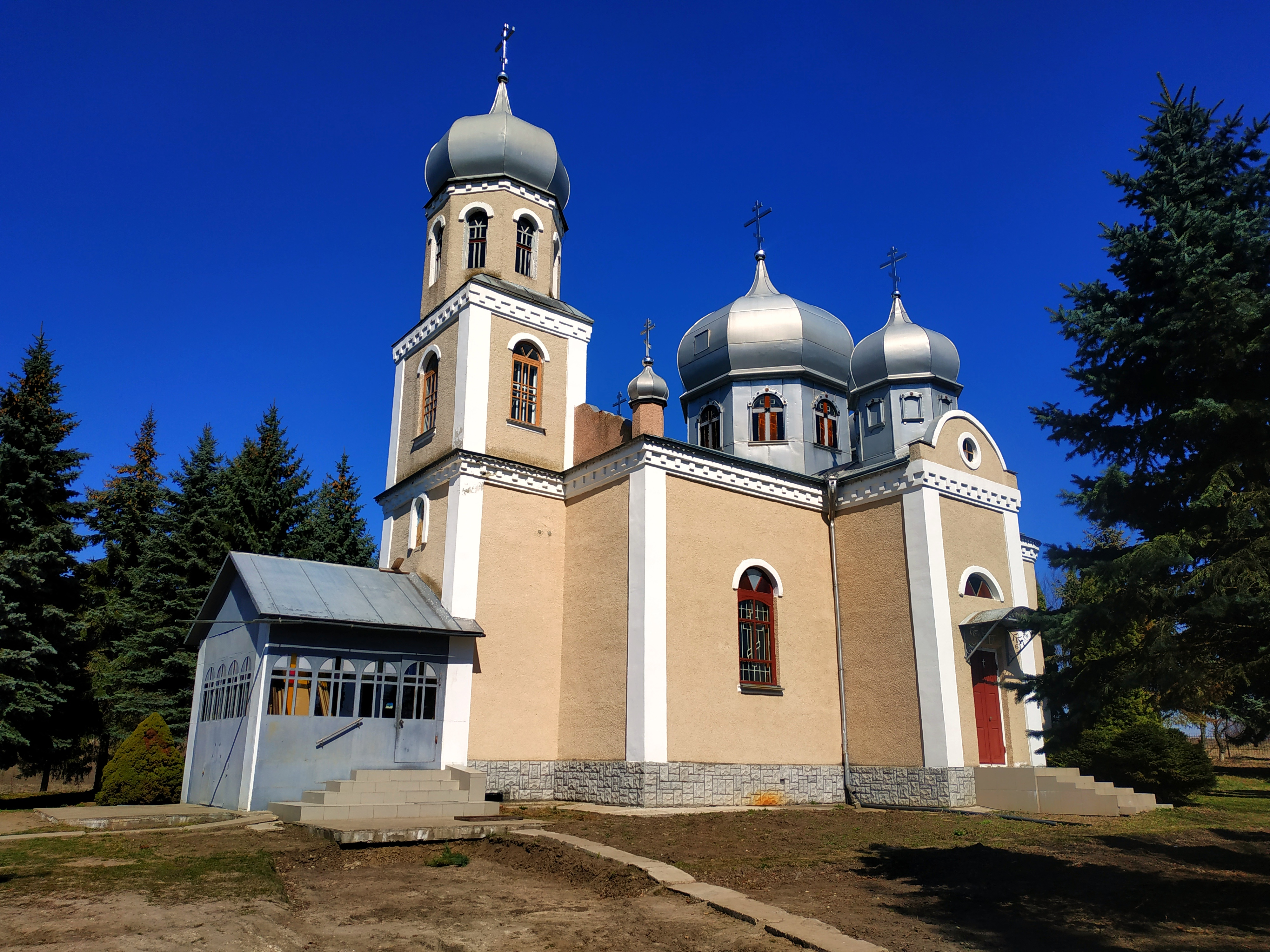
Іоанно-Предтеченський чоловічий монастир
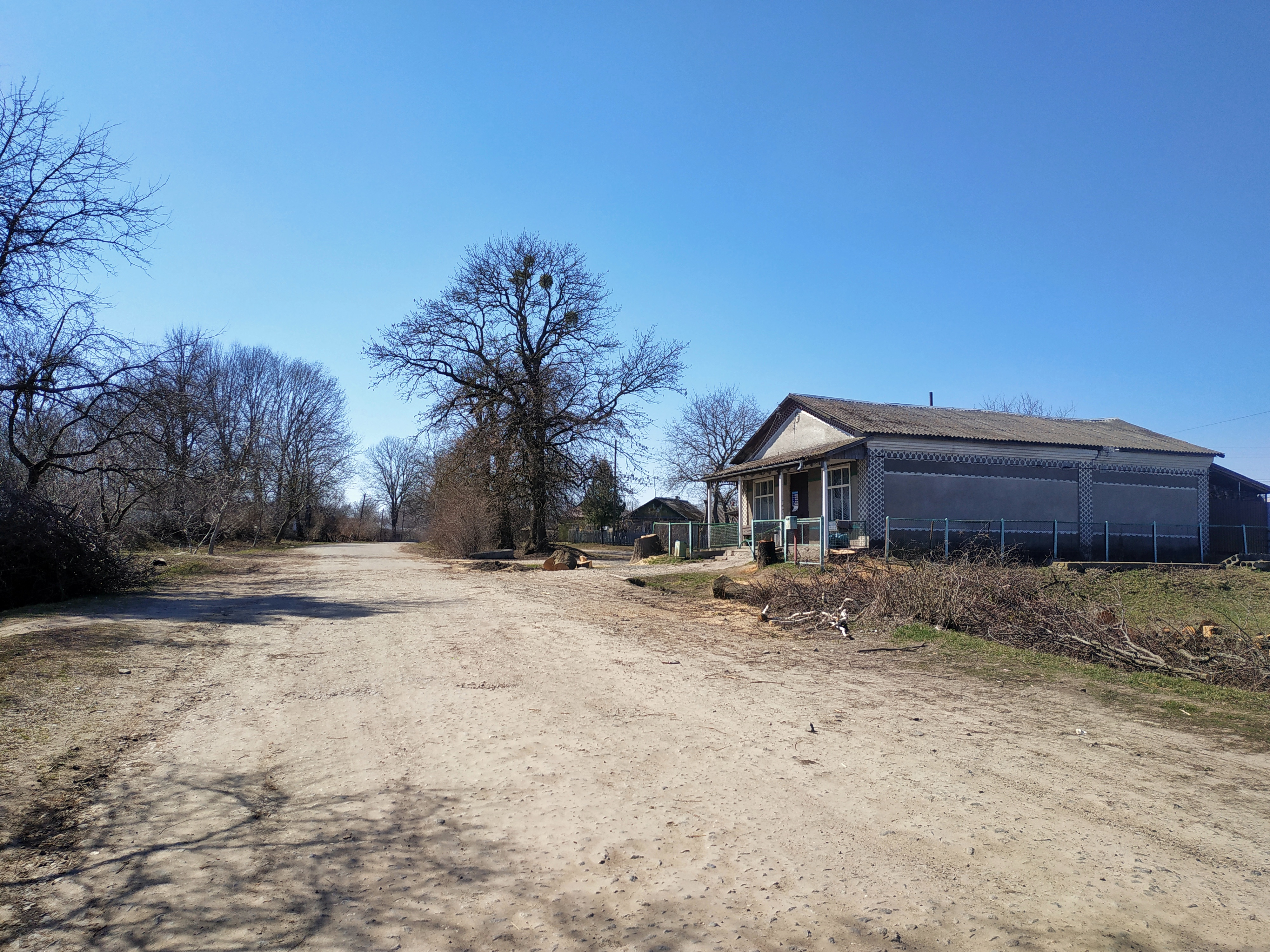
Центр села
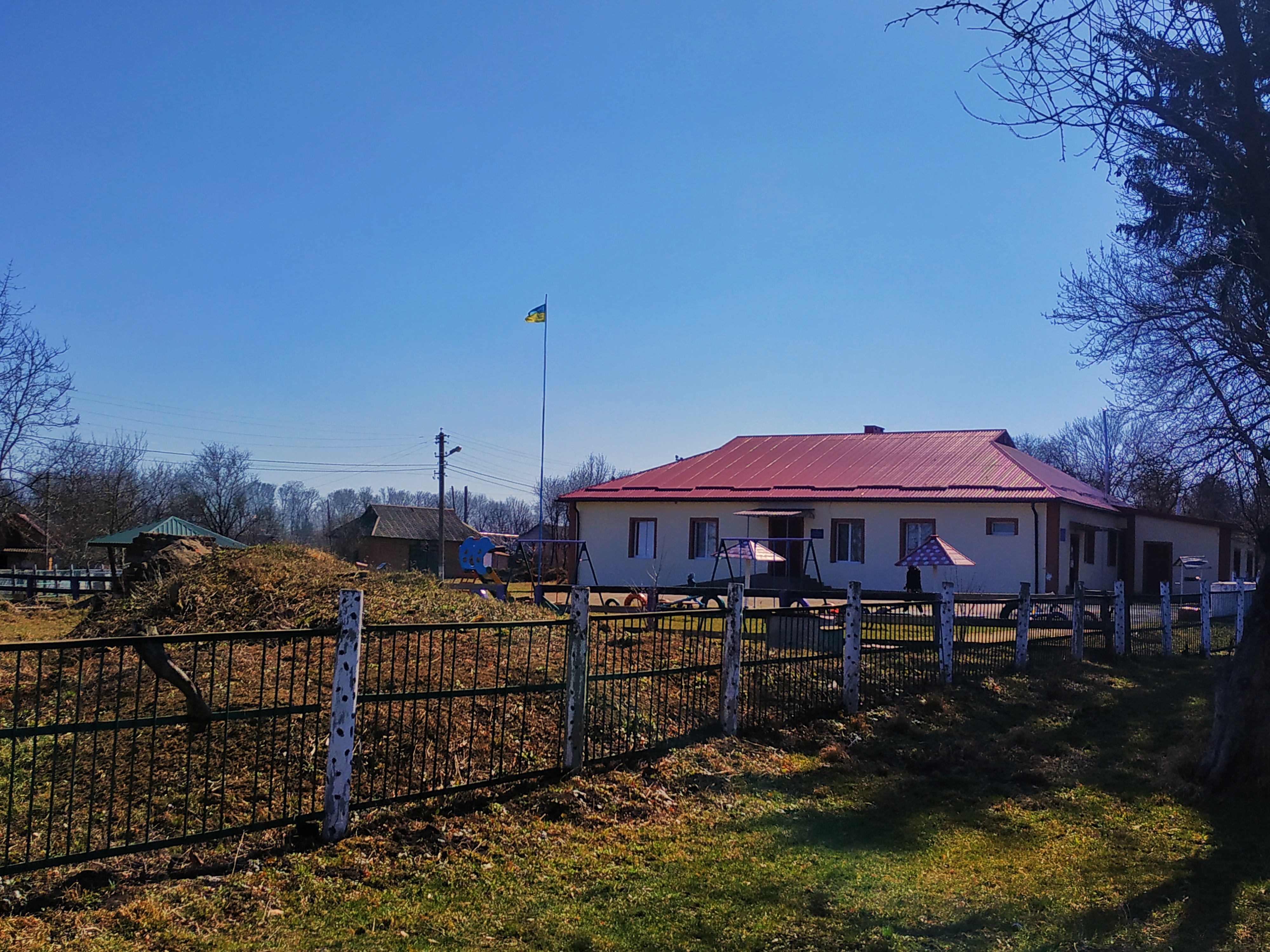
Дитячий садок